# Miqdad ibn Aswad

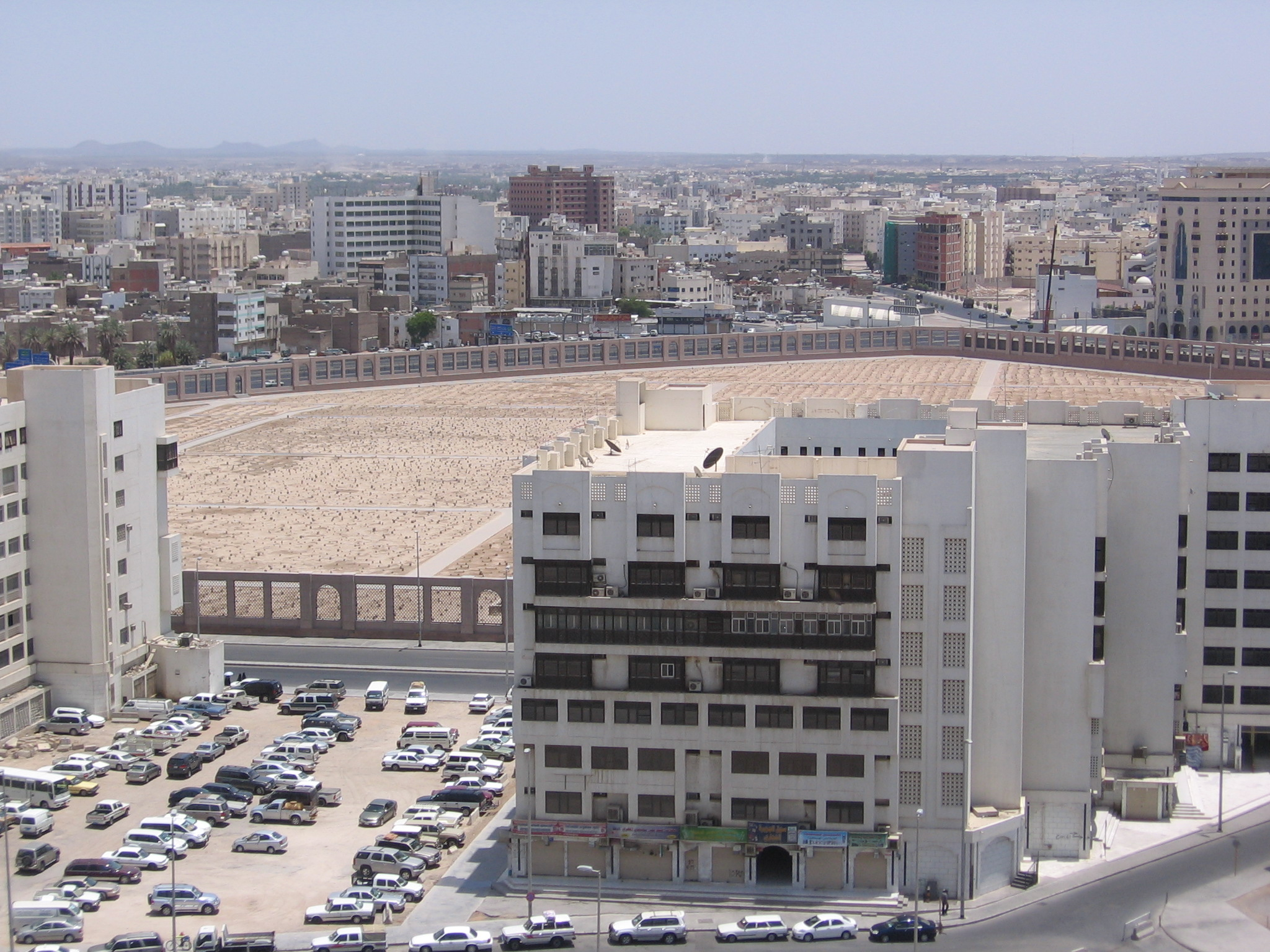
Begravningsplatsen Al-Baqi' där Miqdad ligger begravd.

Miqdad ibn Amr al-Bahrani (arabiska: المقداد بن عمرو البهراني), bättre känd som al-Miqdad ibn al-Aswad al-Kindi (arabiska: المقداد بن الأسود الكندي) eller bara Miqdad, var en av den islamiske profeten Muhammeds följare. När islam uppenbarades var Miqdad bland de första som antog tron. Han utvandrade senare till Medina med andra muslimer. Han hade deltagit i Slaget vid Badr, Slaget vid Uhud och andra krig tillsammans med profeten. Tillsammans med Ammar ibn Yasir, Abu Dhar och Salman al-Farsi anses Miqdad vara en av de mest lojala följarna till Ali ibn Abi Talib enligt shiamuslimer. Miqdad gick bort år 653 e.Kr. (år 33 AH) och är begravd i Al-Baqi'.